# Jean-Claude Lethiais
Jean-Claude Lethiais, né le 12 janvier 1941 à Rouen, est un artiste peintre et sculpteur français.

## Biographie
Jean-Claude Lethiais est né le 12 janvier 1941 à Rouen.
Il suit des études classiques à Rouen et vit et travaille à Bonneval.
Sa première exposition personnelle a lieu à Rouen en 1965. Il expose son travail dans des galeries à Paris et en Normandie et dans des expositions collectives telles que le Salon Comparaisons à Paris en 1976, 1978, 1988, 1990 et 1995.
Il est commissaire des expositions pour le conseil général d'Eure-et-Loir depuis 2001.
Jean-Claude Lethiais est entrepreneur individuel.

## Principales expositions
- 1968 : Salon de Rouen
- 1971 : Salon Art Monumental de Boussy-Saint-Antoine
- 1977 : Espace Cardin Paris
- 1978 : Grand Palais, Salon Comparaisons Paris ; Biennale Internationale des arts de la rue, Paris La Défense et Paris Beaubourg
- 1980 : Galerie d'Art Beauvaux Paris
- 1985 : Panorama de la sculpture Toulouse
- 1988 : Grand Palais Paris
- 1991 : Galerie Slotine Le Havre et Deauville
- 1992 : Lyon galerie Air du temps
- 1993 : Le Grand-Quevilly
- 1994 : Paris, rencontres privées, Rouen, Conches-en-Ouche (biennale)
- 1995 : Rouen, Alençon, Paris (Salon Comparaisons)…
- 2001 : Rio de Janeiro (Brésil)
- 2002 : Jouy -Centre d'Arts- Moulin de Lambouray, Paris : galerie Quang…
- 2006 : Maison des Arts et Le Musée d’Évreux
- 2009 : BAM GALLERY, Toulouse[3]

## Récompenses
- Chevalier de l'ordre des Arts et des Lettres[4].